# Hasbro
Hasbro Inc. (tidligere Hassenfeld Brothers) (NASDAQ: HAS

) er en amerikansk multinational legetøjs- og brætspilsproducent. Koncernens hovedsæde er i Pawtucket i Rhode Island. Majoriteten af virksomhedens produkter fremstilles i det østlige Asien. I 2009 var koncernens omsætning 4,07 mia. US $
Der var i 2012 omkring 10.000 ansatte i koncernen. I 2013 var virksomheden målt på omsætningen verdens tredjestørste legetøjsproducent efter Mattel og LEGO.
Virksomhedens kendte legetøjsprodukter omfatter bl.a. Action Man, My Little Pony, Transformers, Magic: The Gathering og Dungeons & Dragons.

## Historie
Hasbro blev etableret i 1923 med det daværende navn Hassenfeld Brothers. I 1968 blev dette forkortet til Hasbro Industries, og i 1984 overtog de firmaet Milton Bradley. Den 12. oktober 2021 døde den mangeårige direktør Brian Goldner.